# Destination Moon
Destination Moon är ett Grammy Award-nominerat Jazz-studioalbum av den kanadensiska R&B-sångerskan Deborah Cox. Skivan, som märkte sångerskans första album på fyra år, spelades in under 2005 och 2006 vid Avatar Studios och Legacy Recording Studios i New York.
Destination Moon spelades in som en tribut till den legendariska Jazz-sångerskan Dinah Washington och släpptes den 4 juni 2007 i Kanada och den 19:e samma månad i USA. Många av Washingtons låtar är tolkade på skivan, däribland "Destination Moon". Största delen av albumet spelades in live med en fyrtio-mans orkester och arrangerades av Rob Mounsey. Coxs jazzdebut visade sig bli ett av hennes mest hyllade arbeten och även en kommersiell succé; albumet klättrade till en 24:e plats på USA:s Billboard Hot R&B/Hip-Hop Albums men hade betydligt större framgång på Billboards förgreningslista Billboard Top Jazz Albums där skivan klättrade till en 3:e plats. På internet visade sig Destination Moon även vara framgångsrik och tog sig till första platsen på Itunes Jazz Chart.
Musikkritiker tyckte att albumet var "lekfullt" och "fräscht". Destination Moon rankades även som en av de tio bästa jazzalbumen under 2007 och belönades med en Grammy Award-nominering i kategorin "Best Engineered Album - Non Classical"

## Innehållsförteckning
| Nr  | Titel                          | Producenter                    | Längd |
| --- | ------------------------------ | ------------------------------ | ----- |
| 1.  | Destination Moon               | Roy Alfred, Marvin Fisher      | 2:41  |
| 2.  | What a Difference a Day Made   | Stanley Adams, María Grever    | 4:07  |
| 3.  | Misery                         | Dinah Washington, Louis Howard | 3:42  |
| 4.  | Baby, You've Got What It Takes | Clyde Otis, Murray Stein       | 3:35  |
| 5.  | This Bitter Earth              | Otis                           | 4:06  |
| 6.  | Squeeze Me                     | Fats Waller, Clarence Williams | 2:22  |
| 7.  | New Blowtop Blues              | Leonard Feather, Jane Feather  | 3:00  |
| 8.  | Blue Skies                     | Irving Berlin                  | 4:08  |
| 9.  | I Don't Hurt Anymore           | Donald Robertson, Jack Rollins | 3:27  |
| 10. | Smoke Gets in Your Eyes        | Otto Harbach, Jerome Kern      | 4:33  |
| 11. | September in the Rain          | Al Dubin, Harry Warren         | 3:23  |
| 12. | Look to the Rainbow            | E.Y. Harburg, Burton Lane      | 3:55  |

## Listor
| Lista (2007)                                 | Topp position |
| -------------------------------------------- | ------------- |
| Amerikanska Billboard 200                    | 175           |
| Amerikanska Billboard Top R&B/Hip-Hop Albums | 24            |
| Amerikanska Billboard Top Jazz Albums        | 3             |
| Amerikanska Itunes Itunes Jazz Chart         | 1             |